# Midline
Il midline è un catetere venoso periferico, che viene inserito nell'arto superiore.
La sua estremità prossimale si posiziona a livello della vena ascellare o della vena succlavia; è utilizzabile per terapie farmacologiche e nutrizionali compatibili con gli accessi periferici ed è concepito per essere utilizzato a medio-lungo termine, sia intra- che extra-ospedaliero. 
Non consente gli utilizzi tipici dei cateteri venosi centrali, quali la misurazione della PVC, l'infusione di soluzioni ipertoniche con osmolarità >800 mOsm/L, o la somministrazione di farmaci basici (con pH >9) o acidi (con pH <5) o irritanti sull’endotelio.